# Bolbitis
Bolbitis, biljni rod iz porodice papratki Dryopteridaceae, dio potporodice Elaphoglossoideae.
Pripada mu 67 vrsta u suptropskim i tropskim krajevima Srednje i Južne Amerike, Afrike, Azije (najviše) i Australije.

## Vrste
1. Bolbitis acrostichoides (Afzel. ex Sw.) Ching
2. Bolbitis aliena (Sw.) Alston
3. Bolbitis andreisii Fraser-Jenk. & Kandel
4. Bolbitis angustipinna (Hayata) Itô
5. Bolbitis appendiculata (Willd.) K. Iwats.
6. Bolbitis aspleniifolia (Bory) K. Iwats.
7. Bolbitis auriculata (Lam.) Alston
8. Bolbitis beddomei Fraser-Jenk. & Gandhi
9. Bolbitis bipinnatifida (Mett. ex Kuhn) Ching
10. Bolbitis cadieri (Christ) Ching
11. Bolbitis changjiangensis F. G. Wang & F. W. Xing
12. Bolbitis christensenii (Ching) Ching
13. Bolbitis confertifolia Ching
14. Bolbitis costata (Wall. ex Hook.) Ching
15. Bolbitis crispatula (Hook.) Ching
16. Bolbitis cuneata (Bonap.) Fraser-Jenk.
17. Bolbitis deltigera (Wall. ex Hook.) C.Chr.
18. Bolbitis difformis (Copel.) Knouse
19. Bolbitis feeiana (Copel.) Fraser-Jenk. & Gandhi
20. Bolbitis fengiana (Ching) S. Y. Dong
21. Bolbitis fluviatilis (Hook.) Ching
22. Bolbitis gaboonensis (Hook.) Alston
23. Bolbitis gemmifera (Hieron.) C. Chr.
24. Bolbitis hainanensis Ching & C. H. Wang
25. Bolbitis hastata (Liebm. ex E. Fourn.) Hennipman
26. Bolbitis hekouensis Ching
27. Bolbitis helferiana (Kunze) K. Iwats.
28. Bolbitis heteroclita (C. Presl) Ching
29. Bolbitis heudelotii (Bory ex Fée) Alston
30. Bolbitis humblotii (Baker) Ching
31. Bolbitis inconstans (Copel.) Ching
32. Bolbitis interlineata (Copel.) Ching
33. Bolbitis lanceolata S. K. Wu & J. Y. Xiang
34. Bolbitis lianhuachihensis Y. S. Chao, Y. F. Huang & H. Y. Liu
35. Bolbitis lonchophora (Kunze) C. Chr.
36. Bolbitis longiflagellata (Bonap.) Ching
37. Bolbitis major (Bedd.) Hennipman
38. Bolbitis medogensis (Ching & S. K. Wu) S. Y. Dong
39. Bolbitis moranii J. B. Jiménez
40. Bolbitis nodiflora (Bory) Fraser-Jenk.
41. Bolbitis novoguineensis Hennipman
42. Bolbitis occidentalis R. C. Moran
43. Bolbitis pandurifolia (Hook.) Ching
44. Bolbitis portoricensis (Spreng.) Hennipman
45. Bolbitis quoyana (Gaudich.) Ching
46. Bolbitis rawsonii (Baker) Ching
47. Bolbitis repanda (Blume) Schott
48. Bolbitis rhizophylla (Kaulf.) Hennipman
49. Bolbitis rivularis (Brack.) Ching
50. Bolbitis salicina (Hook.) Ching
51. Bolbitis scalpturata (Fée) Ching
52. Bolbitis semicordata (Baker) Ching
53. Bolbitis semipinnatifida (Fée) Alston
54. Bolbitis serrata (Kuhn) Ching
55. Bolbitis serratifolia (Mert. ex Kaulf.) Schott
56. Bolbitis simplex R. C. Moran
57. Bolbitis sinensis (Baker) K. Iwats.
58. Bolbitis singaporensis Holttum
59. Bolbitis sinuata (C. Presl) Hennipman
60. Bolbitis subcordata (Copel.) Ching
61. Bolbitis subcrenata (Hook. & Grev.) Ching
62. Bolbitis taylori (Bailey) Ching
63. Bolbitis tibetica Ching & S. K. Wu
64. Bolbitis tonkinensis (C. Chr. ex Ching) K. Iwats.
65. Bolbitis umbrosa (Liebm.) Ching
66. Bolbitis vanuaensis Brownlie
67. Bolbitis virens (Wall. ex Hook. & Grev.) Schott
68. Bolbitis × arguta (Fée) Ching
69. Bolbitis × boivinii (Mett. ex Kuhn) Ching
70. Bolbitis × lancea (Copel.) Ching
71. Bolbitis × laxireticulata K. Iwats.
72. Bolbitis × multipinna F. G. Wang, K. Iwats. & F. W. Xing
73. Bolbitis × nanjenensis C. M. Kuo
74. Bolbitis × sinuosa (Fée) Copel.
75. Bolbitis × terminans (Wall.) Gandhi & Fraser-Jenk.

## Sinonimi
- Anapausia C.Presl
- Campium C.Presl
- Cyrtogonium J.Sm.
- Danaeopsis C.Presl
- Edanyoa Copel.
- Egenolfia Schott
- Heteroneuron Fée
- Heteroneurum C.Presl
- Jenkinsia Hook.
- Poecilopteris C.Presl